# Lambaye
Lambaye est une localité du centre du Sénégal.

## Histoire
Lambaye est la capitale historique du royaume du Baol, le lieu où siégeaient les teignes, rois du Baol. Lambaye est également la terre natale du trio maraboutique : Serigne Aliou Diouf, Serigne Mor Mané Mbaye et Serigne Babacar Thiargane Ndiaye.

## Administration
C'est le chef-lieu de la communauté rurale de Lambaye et de l'arrondissement de Lambaye, dans le département de Bambey (région de Diourbel).

## Géographie
Les localités les plus proches sont Lambaye Dakhar,Tiepp, Mbousso, Mboubane, MBalmy, Thièno,Ngouye, Mekhé Lambaye ,parba ,lobet
Mbadiane Gora 

### Activités économiques
Cultures arachides

## Personnalités nées à Lambaye
- Lambaye est la demeure ancestrale de Lamane Djigan Diouf et de la famille Diouf.
- Maad Ndaah Ndiémé Diouf, roi de Laah, et ancêtre de la famille royale Diouf du Sine et du Saloum.
  -     -       - Pape Diouf, homme politique ,il a occupé plusieurs ministères au Sénégal
      - Mr Cheikh Ndiaye Ex maire et Ancien DG du Foire .
      - Docteur Assane Ndiaye Maire actuel
      - NGAGNE FAYE jeune leader Étudiant  chercheur a l’Université  Cheikh Anta Diop  de Dakar analyste politique spécialisé en  littérature africaine ,candidat au Élection legislative de 2024 à la 7ème position sur la liste Nationale de l’ANP (Alliance Nationale pour la Patrie) , Il fut le coordonnateur du mouvement Force des Étudiants de l’Opposition Sénégalaise durant les élections législatives de 2022 sous la bannière de l’inter coalition yewwi -Wallu Sénégal,Un syndicaliste chevronné de L’UCAD et Ex président des étudiants de lambaye